# Olimpiai bajnok jégkorongozók listája
Az alábbi táblázat a jégkorongozás olimpiai bajnokait sorolja fel. 1920 és 1960 között az olimpiai bajnokok automatikusan világbajnoki címet is kaptak. A nők 1998-ban vettek részt először téli olimpián.

| Év, helyszín                | Férfiak                     | Férfiak        | Nők                       | Nők    |
| --------------------------- | --------------------------- | -------------- | ------------------------- | ------ |
| 1920 Antwerpen              | Kanada                      | Kanada         |                           |        |
| 1924 Chamonix               | Kanada                      | Kanada         |                           |        |
| 1928 St. Moritz             | Kanada                      | Kanada         |                           |        |
| 1932 Lake Placid            | Kanada                      | Kanada         |                           |        |
| 1936 Garmisch-Partenkirchen | Nagy-Britannia              | Nagy-Britannia |                           |        |
| 1948 St. Moritz             | Kanada                      | Kanada         |                           |        |
| 1952 Oslo                   | Kanada                      | Kanada         |                           |        |
| 1956 Cortina d’Ampezzo      | Szovjetunió                 | Szovjetunió    |                           |        |
| 1960 Squaw Valley           | Amerikai Egyesült Államok   | USA            |                           |        |
| 1964 Innsbruck              | Szovjetunió                 | Szovjetunió    |                           |        |
| 1968 Grenoble               | Szovjetunió                 | Szovjetunió    |                           |        |
| 1972 Szapporo               | Szovjetunió                 | Szovjetunió    |                           |        |
| 1976 Innsbruck              | Szovjetunió                 | Szovjetunió    |                           |        |
| 1980 Lake Placid            | Amerikai Egyesült Államok   | USA            |                           |        |
| 1984 Szarajevó              | Szovjetunió                 | Szovjetunió    |                           |        |
| 1988 Calgary                | Szovjetunió                 | Szovjetunió    |                           |        |
| 1992 Albertville            | Független Államok Közössége | FÁK            |                           |        |
| 1994 Lillehammer            | Svédország                  | Svédország     |                           |        |
| 1998 Nagano                 | Csehország                  | Csehország     | Amerikai Egyesült Államok | USA    |
| 2002 Salt Lake City         | Kanada                      | Kanada         | Kanada                    | Kanada |
| 2006 Torino                 | Svédország                  | Svédország     | Kanada                    | Kanada |
| 2010 Vancouver              | Kanada                      | Kanada         | Kanada                    | Kanada |
| 2014 Szocsi                 | Kanada                      | Kanada         | Kanada                    | Kanada |
| 2018 Phjongcshang           | Olimpikonok Oroszországból  |                | Amerikai Egyesült Államok | USA    |
| 2022 Peking                 | Finnország                  | Finnország     | Kanada                    | Kanada |